# Gaiba
Gaiba je italská obec v provincii Rovigo v kraji Benátsko, ležící jihozápadně od Roviga.
Sousední obce jsou Bagnolo di Po, Bondeno (FE), Ferrara, Ficarolo a Stienta.

## Historie
Nejstarší archeologické nálezy pocházejí z období stěhování národů, kdy tudy procházela dálková silnice do Benátek. V roce 1991 archeologové z univerzity v Bochumi v místní části Chiunsano vykopali hrob ostrogótské ženy vysoké společenské vrstvy z 5.-6. století, nazvané „dáma z Chiunsana“, v honosném pohřebním oděvu se šperky. Měla stříbrný kovaný náramek, sponu opasku ze zlaceného stříbra vykládanou almandiny, stříbrnou sponu pláště, jehlici, prsten se skelnou imitací drahokamu, dva bronzové kroužky-prsteny a jantarový korálek. Soubor je vystaven v Museo grandi fiumi v Rovigu.

## Památky
- Kostel sv. Josefa (Chiesa di San Giuseppe) - římskokatolický farní chrám, spadá do arcidiecéze Adria-Rovigo, pozdně barokní stavba z roku 1748
- Kostel sv. Tomáše v místní části Tomasello (zrušený) - drobná renesanční stavba
- Kaple sv. Anny (Oratorio S. Anna) - barokní kaple sv. Anny se zvonicí, parkem a barokními sochami
- Villa Fiaschi Manfredini vila s parkem, nepřístupná

## Slavnosti
V obci se slaví svátky sv. Anny a sv. Josefa.

## Sport
- V obci se každoročně hraje mezinárodní tenisový turnaj WTA.

## Partnerská města
- Alwernia, Polsko
- Collegno, Itálie
- Rocchetta Sant'Antonio, Itálie